# Мостовое (Красногвардейский район)
Мостово́е (до 1948 года Султа́н-База́р; укр. Мостове, крымскотат. Sultan Bazar, Султан Базар) — исчезнувшее село в Красногвардейском районе Республики Крым. Располагалось в центре района, в степной части Крыма, на левом берегу Салгира в нижнем течении, примерно в 1,5 км на запад от села Молочное и в 2,5 км северо-западнее Ровного.

## История
Первое документальное упоминание села встречается в Камеральном Описании Крыма… 1784 года, судя по которому, в последний период Крымского ханства Султан-Базар (записано как Селтан Базар) входил в Ашага Ичкийский кадылык Акмечетского каймаканства. После присоединения Крыма к России (8) 19 апреля 1783 года, (8) 19 февраля 1784 года, именным указом Екатерины II сенату, на территории бывшего Крымского Ханства была образована Таврическая область и деревня была приписана к Перекопскому уезду. После Павловских реформ, с 1796 по 1802 год, входила в Акмечетский уезд Новороссийской губернии. По новому административному делению, после создания 8 (20) октября 1802 года Таврической губернии, Султан-Базар был включён в состав Кокчора-Киятской волости Перекопского уезда.
По Ведомости о всех селениях в Перекопском уезде состоящих с показанием в которой волости сколько числом дворов и душ… от 21 октября 1805 года в деревне Султан-Базар числилось 17 дворов и 127 жителей крымских татар. На военно-топографической карте генерал-майора Мухина 1817 года обозначена деревня Султанбазар с 32 дворами. После реформы волостного деления 1829 года Султан Базар, согласно «Ведомости о казённых волостях Таврической губернии 1829 года», остался в составе Кокчоракиятской волости. На карте 1836 года в деревне 36 дворов, как и на карте 1842 года.
В 1860-х годах, после земской реформы Александра II, деревню включили в состав Айбарской волости. В «Списке населённых мест Таврической губернии по сведениям 1864 года», составленном по результатам VIII ревизии 1864 года, Султан-Базар — владельческая русская деревня с 10 дворами и 78 жителями при рекѣ Салгирѣ — видимо, переселенцы заехали в деревню в 1840-х—1850-х годах, поскольку в «Памятной книжке Таврической губернии за 1867 год», где отмечены все опустевшие после Крымской войны 1853—1856 годов селения, Султан-Базар не значится. По обследованиям профессора А. Н. Козловского начала 1860-х годов, вода в колодцах деревни была пресная, а их глубина составляла 10—15 саженей (21—32 м). На трёхверстовой карте Шуберта 1865—1876 года в деревне обозначено 18 дворов. В «Памятной книге Таврической губернии 1889 года» по результатам Х ревизии 1887 года записан Султан-Базар Григорьевской волости, с 13 дворами и 102 жителями.
После земской реформы 1890 года Султан-Базар отнесли к Бютеньской волостии. Согласно «…Памятной книжке Таврической губернии на 1892 год», в деревне Султан-Базар, находившейся в частном владении, было 46 жителей в 11 домохозяйствах. По «…Памятной книжке Таврической губернии на 1900 год» в деревне числилось 133 жителя в 17 дворах. В последующие годы село, почему-то, пустеет и заселяется крымскими немцами. По Статистическому справочнику Таврической губернии. Ч.II-я. Статистический очерк, выпуск пятый Перекопский уезд, 1915 год, в экономии Султан-Базар Бютеньской волости Перекопского уезда числился 1 двор с немецким населением в количестве 72 человек «посторонних» жителей, из которых 61 мужчина и 11 женщин. В экономии числилось 1263 десятины удобной земли. В хозяйстве имелось 30 лошадей, 96 волов, 20 коров и 59 голов мелкого скота.
После установления в Крыму Советской власти и учреждения 18 октября 1921 года Крымской АССР, в составе Симферопольского уезда был образован Биюк-Онларский район, в состав которого включили село. В 1922 году уезды получили название округов. 11 октября 1923 года, согласно постановлению ВЦИК, в административное деление Крымской АССР были внесены изменения, в результате которых был ликвидирован Биюк-Онларский район и село включили в состав Симферопольского. Согласно Списку населённых пунктов Крымской АССР по Всесоюзной переписи 17 декабря 1926 года, в селе Султан-Базар, в составе упразднённого к 1940 году Салгир-Киятского сельсовета Симферопольского района, числилось 23 двора, все крестьянские, население составляло 139 человек, из них 120 немцев, 17 русских и 1 белорус. Постановлением Президиума КрымЦИКа «Об образовании новой административной территориальной сети Крымской АССР» от 26 января 1935 года был создан немецкий национальный (лишённый статуса национального постановлением Оргбюро ЦК КПСС от 20 февраля 1939 года) Тельманский район (с 14 декабря 1944 года — Красногвардейский) Султан-Базар, с населением 196 человек включили в его состав. Вскоре после начала Великой Отечественной войны, 18 августа 1941 года крымские немцы были выселены, сначала в Ставропольский край, а затем в Сибирь и северный Казахстан.
12 августа 1944 года было принято постановление № ГОКО-6372с «О переселении колхозников в районы Крыма», по которому в район из Винницкой и Киевской областей переселялись семьи колхозников. С 25 июня 1946 года Султан-Базар в составе Крымской области РСФСР. Указом Президиума Верховного Совета РСФСР от 18 мая 1948 года, Султан-Базар переименовали в деревню Мостовая, статус села был присвоен позже. 26 апреля 1954 года Крымская область была передана из состава РСФСР в состав УССР. Время включения в Удачненский сельсовет пока не установлено: на 15 июня 1960 года село уже числилось в его составе. Ликвидировано к 1968 году (согласно справочнику «Крымская область. Административно-территориальное деление на 1 января 1968 года» — в период с 1954 по 1968 годы).

### Динамика численности населения
| - 1805 год — 127 чел. - 1864 год — 78 чел. - 1889 год — 102 чел. - 1892 год — 46 чел. | - 1900 год — 133 чел. - 1915 год — 0/72 чел. - 1926 год — 139 чел. - 1935 год — 196 чел. |